# Мирза Али-хан Амин од-Довла
Мирза Али-хан Амин од-Довла (перс. میرزا علی امین‌الدوله‎; род. 1 апреля, 1843 — 28 октября 1904) — премьер-министр (визирь) Ирана при Мозафереддин-шах Каджаре, государственный деятель.

## Биография
Мирза Али-хан родился в 1843 году в городе Тегеране в семье Мирза Мухаммед-хана. Получил среднее и высшее образование в Тегеране.
Тем временем росла оппозиция внутри политической элиты страны. 24 ноября 1896 года противники авторитарного правления Амин ос-Солтана, возглавляемые лидером оппозиции Абдоль Хосейн-мирзой Фарман Фармой, поддерживаемым будущим премьером, либералом мирзой Али-ханом Амин од-Доуле, и алчной «тавризской свитой» Мозаффар эд-Дин-шаха, добились отстранения от должности всемогущего Амин ос-Солтана. Конечно, уход последнего с политической сцены был большой потерей для русской дипломатии, тогда как для англичан это было исполнением долгожданной мечты. В результате на двух ключевых постах оказались проанглийски настроенные политические деятели: на пост военного министра был назначен Фарман Фарма, а на пост министра внутренних дел — Мохбер од-Доуле, которых английский посланник Дюранд назвал «лучшими друзьями в Персии».
На должность премьера Мозаффар эд-Дин-шах назначил также англофила — Амин од-Доуле. Для исправления все ухудшавшейся социально-экономической ситуации в стране новый премьер принялся за проведение целого ряда реформ, что сразу не пришлось по вкусу бывшим союзникам по оппозиции — дворцовой клике, а также некоторым улемам.
Поняв, что в случае социального взрыва власти не смогут рассчитывать на помощь полностью дезорганизованной регулярной армии, шахский двор возложил всю надежду на бригаду.
Не случайно, что после того, как по настоянию первого министра Амин од-Доуле в сентябре 1897 г. был уволен Фарман Фарма, Мозаффар эд-Дин-шах взял на себя главное «руководительство военным ведомством Персии».
Мирза Али-хан Амин од-Довла умер в 1904 году в Тегеране.
Мирза Али-хан Амин од-Довла автор мемуара. (Амин од-Доуле, Мирза Али-хан. Хатерат-е сияси-йе Мирза Али-хан Амин од-Доуле. Ред. Хафез Фармаян. Техран: Першан бук компани. Техран, 1330.)